# Joey Dawson
Pour les articles homonymes, voir Dawson.
Joey Dawson, né le 30 mai 2003 à Scunthorpe en Angleterre, est un footballeur anglais qui évolue au poste d'attaquant au Celtic Glasgow.

## Biographie

### Scunthorpe United
Né à Scunthorpe en Angleterre, Joey Dawson est formé par le club local de Scunthorpe United. Il joue son premier match en professionnel le 13 août 2019, à l'occasion d'une rencontre de coupe de la Ligue anglaise face à Derby County. Il entre en jeu lors de cette rencontre perdue par son équipe (0-1 score final). Avec cette apparition il devient le plus jeune joueur de l'histoire du club, à 16 ans et 75 jours,.

### Celtic Glasgow
Le 18 juin 2021, Joey Dawson s'engage en faveur du Celtic Glasgow pour un contrat de trois ans.
Il joue son premier match pour le Celtic le 26 décembre 2021, lors d'une rencontre de championnat face au St Johnstone FC. Il entre en jeu à la place de Kyogo Furuhashi, sorti sur blessure en début de match, et son équipe s'impose par trois buts à un.
Il est sacré Champion d'Écosse en 2021-2022.

## Vie privée
Joey Dawson est le fils de l'ancien footballeur professionnel Andy Dawson, et donc le neveu de Michael Dawson, lui aussi footballeur,.

## Palmarès
Celtic Glasgow
- Championnat d'Écosse (1) :
  - Champion : 2021-22.